# شون ذا شيب (لعبة فيديو)
شون ذا شيب (بالإنجليزية: Shaun the Sheep) هي لعبة فيديو مغامرات طورتها آرت ونشرتها فروع دي3 بوبليشر في أمريكا وأوروبا للمشغل المحمول نينتندو دي أس. تستند اللعبة إلى سلسلة آردمان أنيمشنز الشهيرة التي تحمل الاسم نفسه. صدرت اللعبة في 23 سبتمبر 2008 في الولايات المتحدة. في اللعبة، يجب على شون العثور على الخروف وإنقاذه قبل أن يعود المزارع إلى المنزل.

## أسلوب اللعب
يتحكم في شون بواسطة لوحة التحكم أو القلم أثناء المشي أو استكشاف أو حل المشكلات في منطقة ثلاثية الأبعاد بالكامل مع شخصيات ثلاثية الأبعاد حولها. في حين أنه ليس من الصعب العثور على معظم الأغنام، إلا أن بعض الأغنام، مثل تيمي أو شيرلي، تتطلب لعبة مصغرة لتبدأ حتى تُنقَذ. في كل مرة تُحَقَّق إنجازات كافية، تفتح مناطق جديدة للعثور على المزيد من الأغنام.

## الحبكة
هربت الأغنام ويجب أن يجد شون بقية القطيع قبل أن يعود المزارع إلى المنزل. يلعب اللاعبون دور شون ويتفاعلون مع الشخصيات المفضلة مثل شيرلي وتيمي وبيتزر والمزيد أثناء مغامراتهم في مشاهدهم المفضلة واستكشاف مناطق من السلسلة مثل كومة القمامة ومسبح الأغنام وخيمة السيرك. يستخدم اللاعبون شاشة دي أس التي تعمل باللمس والميكروفون أثناء تجربتهم لثلاثة أوضاع لعب مختلفة: وضع القصة، ووضع اللعبة المصغرة، ووضع المجموعة، والمناورة حول العقبات، والوصول إلى المناطق المخفية، وتجربة أيديهم في ثماني ألعاب مصغرة قابلة للفتح وثمانية ألغاز منزلقة قابلة للتحصيل. توفر خمس ألعاب «صغرية» للاعبين مزيدًا من التفاعل والعمق من خلال عرض لحظات لا تُنسى من العرض مثل إنقاذ تيمي من سلك السيرك العالي أو صنع كرة من الصوف لإلهاء قطة بيدسلي.

## التقييم
| التقييم                                                                                         |        |
| ----------------------------------------------------------------------------------------------- | ------ |
| مجموع النقاط المجموع نقاط ميتاكريتيك 58/100 [ 1 ] درجة المراجعة نشرة نقاط آي جي إن 6.5/10 [ 2 ] |        |
| مجموع النقاط                                                                                    |        |
| المجموع                                                                                         | نقاط   |
| ميتاكريتيك                                                                                      | 58/100 |
| درجة المراجعة                                                                                   |        |
| نشرة                                                                                            | نقاط   |
| آي جي إن                                                                                        | 6.5/10 |

حصلت اللعبة على مجموع تقييم 58/100 من مجمع المراجعة ميتاكريتيك.
قيم لوكاس إم. توماس من آي جي إن اللعبة بـ6.5 من 10 وقال: «شون ذا شيب هي مغامرة ممتعة بالتأشير والنقر أثناء استمرارها، وهي تمثل مصدرها بشكل جيد - سوف يستمتع عشاق عرض الكارتون بذلك بالتأكيد. نتمنى فقط أن يكون هناك المزيد منها للاستمتاع به، ومزيد من العمق في تصميمات الألعاب المصغرة المضمنة. انتهى وضع القصة الأساسي في غضون ساعة أو نحو ذلك، والألعاب المصغرة القابلة لإعادة التشغيل مختلطة في الحفاظ على روح شون حية، ولكن تلعب مثل العديد من التصميمات الصغيرة الأخرى التي شوهدت في العديد من منتجات دي أس الأخرى من السنوات القليلة الماضية. هذا هو أول جهد كبير على دي أس للمطور، على الرغم من ذلك. نود أن نراهم يبنون على هذا الأساس بمغامرة أخرى أطول بالتأشير والنقر في وقت ما في المستقبل».

## وصلات خارجية
- شون ذا شيب على آي جي إن (بالإنجليزية)